# Schloss Lindstedt
Schloss Lindstedt (tyska) eller Lindstedts slott är ett mindre slott i den tyska delstaten Brandenburgs huvudstad Potsdam. Slottet uppfördes norr om Sanssouciparken under Fredrik Vilhelm IV av Preussens regering 1858–1861. Sedan 1999 ingår det i Unesco-världsarvet Palats och parker i Potsdam och Berlin.

## Historia
Det adliga godset Lindstedt på platsen ägdes i början av 1800-talet av släkten von Bülow, som sålde godset till kronan 1828. Under Fredrik Vilhelm III av Preussen användes godset för odling av karpar, och rester av dammanläggningarna finns fortfarande på platsen.
Fredrik Vilhelm IV planerade ett nytt mindre residensslott att dra sig tillbaka till på ålderns höst på platsen, men planerna, som bland annat ritades av Ludwig Persius, Ludwig Ferdinand Hesse, August Stüler och Ferdinand von Arnim, dröjde många år innan de realiserades i ett blygsammare format. Slottet utformades enligt Fredrik Vilhelm IV:s smak i italiensk senklassicistisk stil, med ett utsiktstorn och en tempelliknande fasad samt en kolonnad mot Lindstedter Chaussee.
Slottsparken ritades, i likhet med stora delar av Potsdams parklandskap, av Peter Joseph Lenné. Vid kungens död var slottet fortfarande ofullbordat och det slutfördes först under Vilhelm I:s regering, då det först fungerade som ett av änkedrottning Elisabeth Ludovikas änkesäten. Under kejsar Vilhelm II kom slottet att användas av hovet som karantänstation vid kolera- och tuberkulosepidemier i Potsdam.
Paul von Hindenburg skänkte efter 1918 slottet som residens åt den pensionerade generalstabschefen Erich von Falkenhayn, som avled 1922 och begravdes på Bornstedts begravningsplats i närheten. Slottet var i familjen von Falkenhayns ägo fram till 1944. 
Under DDR-tiden var slottet först lokaler för Potsdams pedagogiska högskolas institution för botanik, och därefter för Potsdams rättsmedicinska institut. 1996 övertogs slottet av Stiftung Preußische Schlösser und Gärten Berlin-Brandenburg som förvaltar de världsarvsmärkta slotten och parkerna i Potsdam. Slottet kan hyras som evenemangslokal och fungerade som kuliss vid inspelningen av filmen Resident Evil 2001.